# Jezioro Jezuickie
Jezioro Jezuickie (deutsch Jesuitersee) ist ein See im Powiat Bydgoski in Polen. Er ist 2 km lang und 500 bis 800 m breit. Seine Fläche beträgt ca. 146,7 Hektar. Er liegt ca. 12 km südlich von Bydgoszcz. 
Bekannt ist der See durch den sogenannten Marsch nach Piecki. Am 4. September 1939 wurden laut Aussagen deutscher Zeugen am Strand des Jesuitersees in Chmielniki 39 deutsche Zivilisten von polnischen Soldaten, als Vergeltung für die Vorkommnisse in Bromberg, hingerichtet. Laut Aussage polnischer Zeugen erschossen die polnischen Soldaten 9 deutsche Zivilisten, die zuvor bewaffnet aufgegriffen wurden, die restlichen 30 starben durch Fliegerbeschuss der deutschen Luftwaffe.